# Каре (язык)
Каре — один из языков адамава. Распространён в Центральноафриканской Республике (93 тыс. носителей по данным на 1996 год), префектура Уам-Пенде, субпрефектуры Бокаранга и Бозум, а также в Камеруне (4460 носителей по данным на 2000 год), регион Адамава, департамент Вина, коммуна Белель и Северный регион, департамент Майо-Рей. Язык имеет два основных диалекта: каре (57,5 тыс. носителей в ЦАР в 1996 году) и тали (35,5 тыс. носителей в ЦАР в 1996 году).
Письменность базируется на латинской основе.
- алфавит диалекта каре: A a, A̧ a̧, B b, Bb bb, D d, Dd dd, E e, Ɛ ɛ, Ɛ̧ ɛ̧, F f, G g, Gb gb, H h, I i, I̧ i̧, J j, K k, Kp kp, L l, M m, Mb mb, Mv mv, N n, Nd nd, Ng ng, Ngb ngb, Nj nj, Ndj ndj, Nm nm, Nz nz, Ŋ ŋ, O o, Ɔ ɔ, Ɔ̧ ɔ̧, P p, R r, S s, Sh sh, T t, U u, V v, W w, Wh wh, Y y[3].
- алфавит диалекта тали: A a, Ã ã, B b, Bb bb, D d, Dd dd, E e, Ɛ ɛ, Ɛ̃ ɛ̃, F f, G g, Gb gb, H h, I i, Ĩ ĩ, K k, Kp kp, L l, M m, Mb mb, N n, Nd nd, Ng ng, Ngb ngb, Nm nm, Ny ny, Nz nz, Ŋ ŋ, O o, Ɔ ɔ, Ɔ̃ ɔ̃, P p, R r, S s, T t, U u, Ũ ũ, V v, W w, Wh wh, Y y, Z z[4].